# Bloedbad van Oradour-sur-Glane

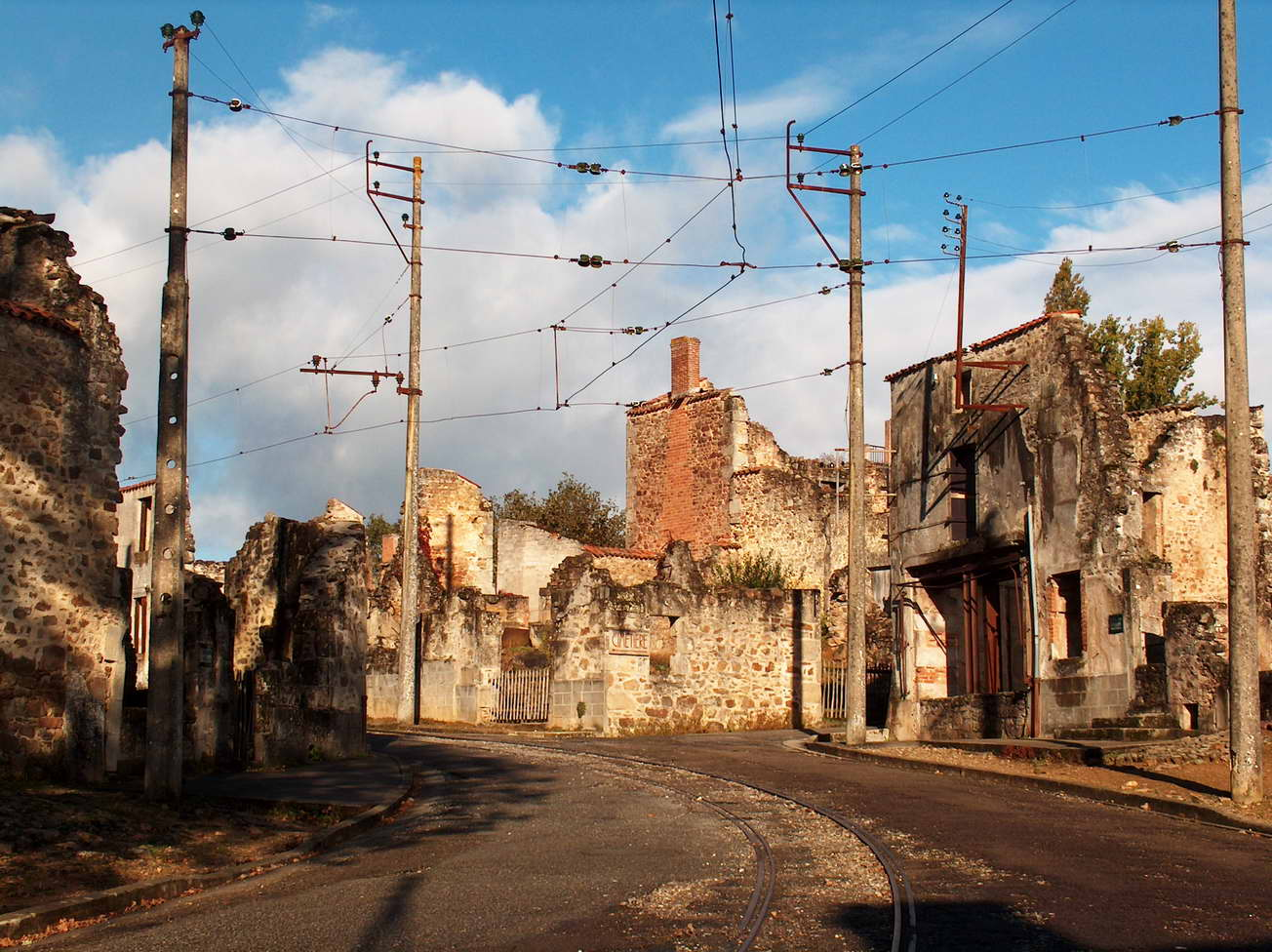
Ruïnes als herinneringsmonument in Oradour-sur-Glane

Het Bloedbad van Oradour-sur-Glane vond plaats op 10 juni 1944 in de Franse plaats Oradour-sur-Glane. Het dorp werd die dag door het eerste regiment 'Der Führer' van de 2. SS-Panzer-Division Das Reich ingesloten en uiteindelijk verwoest. Bij deze overval werden 643 mensen vermoord. Slechts zes personen overleefden het bloedbad.
Het legeronderdeel stond onder bevel van generaal Heinz Lammerding, SS-Sturmbannführer (majoor) Adolf Diekmann, SS-Hauptsturmführer (kapitein) Kahn en SS-Obersturmführer (eerste luitenant) Heinz Barth.

## Aanleiding
Het bloedbad was een wraakactie. Als aanleiding wordt wel een actie genoemd van het Franse verzet op 8 juni 1944. Toen werd in Saint-Junien, een plaatsje nabij Oradour, een spoorbrug opgeblazen. Hierbij zouden twee Duitse soldaten zijn gedood, waaronder SS-Sturmbannführer Helmut Kämpfe, die een persoonlijke vriend was van SS-Sturmbannführer Diekmann. Een andere lezing is dat Kämpfe werd ontvoerd door het verzet. Nadat zijn dienstvoertuig leeg werd aangetroffen ging de SS-divisie massaal naar hem en zijn chauffeur op zoek.

## Uitvoering
De operatie vond plaats op zaterdag na 12.00 uur. De Duitse majoor Diekmann bracht alles in paraatheid om richting Oradour te gaan. Zijn colonne arriveerde om 13.30 uur in Oradour. Binnen een half uur was het gehele dorp omsingeld en alle in- en uitgangen en toegangswegen werden afgesloten. Diekmann richtte een boerderij, die tussen Oradour en het dorpje Bordes lag, in als commandopost. Het inderhaast bedachte plan bleek ijzingwekkend efficiënt. Als reden voor de overval werd een routinematige identiteitscontrole opgegeven, waartoe alle inwoners zich op het marktplein moesten verzamelen. Daarna werden mannen en vrouwen gescheiden. Rond 16.00 uur begon de executie met een ontploffing. Na dit signaal werden de mannen op verschillende plaatsen in het dorp met machinegeweren geëxecuteerd. De lichamen werden in brand gestoken. De vrouwen en kinderen waren samengebracht in het kerkgebouw. Rond 17 uur zetten de SS'ers een kist neer waaruit een paar lonten hingen. Deze werden aangestoken en verspreidden een verstikkende rook, waardoor de vrouwen zich in blinde paniek op de deuren stortten. Daar werden ze opgewacht door de SS'ers die hen met machinegeweren bestookten zodat ze weer naar binnen moesten vluchten. Slechts één vrouw overleefde de slachtpartij. Het jongste kind dat omkwam was slechts acht dagen oud.

## Proces in Bordeaux
Op 12 januari 1953, drie jaar na het afsluiten van het onderzoek, begon voor de militaire rechtbank te Bordeaux het proces tegen 21 beklaagden waaronder de reeds in 1951, voor het Bloedbad van Tulle ter dood veroordeelde Lammerding. Deze verbleef echter in Düsseldorf en ondanks herhaalde aanvragen werd hij niet uitgeleverd. Ook Heinz Barth stond terecht samen met veertien zogenaamde malgré-nous. Slechts een van hen, George René Boos uit de Moeselstreek, ging vrijwillig in dienst. In eerste instantie voorzag de Franse wet op oorlogsmisdaden echter niet in de mogelijke vervolging van landgenoten. Slechts na een bezoek van de Franse president Vincent Auriol aan Oradour in 1947 werd op 15 september 1948 door de Assemblée Nationale een wet goedgekeurd die voorzag in een groepsverantwoordelijkheid voor oorlogsmisdaden, in zoverre deze groep tijdens de Processen van Neurenberg als criminele organisatie erkend was. Dit was het geval voor de SS.
In eerste instantie vochten de advocaten van de Elzassers, onder wie de stafhouder van de balie van Straatsburg en oud-gedeporteerde Mr. Schrechenberg de rechtsgeldigheid van de vervolging op basis van de wet van 1948 aan maar zonder succes. Tijdens de daaropvolgende verhoren ontkenden op een na alle beklaagden hun betrokkenheid bij het bloedbad. Maar nog tijdens het proces op 27 januari werd de wet van 1948 na hevige debatten in het parlement afgeschaft. De voorzitter van de rechtbank besloot echter dat het proces tegen de beschuldigden zou worden voortgezet op basis van de individuele verantwoordelijkheid van de beklaagden.
Het vonnis viel in de nacht van 12 op 13 februari 1953. Van de Duitse beklaagden werd sergeant Lenz ter dood veroordeeld. Een enkele die zijn afwezigheid tijdens het bloedbad kon bewijzen werd vrijgesproken. De anderen kregen straffen van tien tot twaalf jaar dwangarbeid. De Malgré-Nous kregen straffen van vijf tot twaalf jaar dwangarbeid of vijf tot acht jaar gevangenis. Alleen de Franse Waffen-SS vrijwilliger Boos werd ter dood veroordeeld voor landverraad. Dit werd later omgezet in levenslange dwangarbeid, en reeds in 1959 kwam hij op vrije voeten.
Het vonnis zorgde meteen voor protest in de hele Elzas, en parlementslid Pierre Pflimlin, verkozene uit de streek, stuurde een spoedtelegram naar René Pleven, de minister van Defensie, met de vraag tot onmiddellijke opschorting van de straffen tegen de dertien Elzassers. De minister wees de vraag af, maar liet weten dat een wetsvoorstel tot amnestie bij hoogdringendheid kon behandeld worden. Al op 17 februari 1953 werd een voorstel daartoe ingediend, door leden van alle politieke partijen behalve de communistische, en op 19 februari 1953 werd de wet met 319 stemmen tegen 211 goedgekeurd. In de ochtend van de 21e werden de dertien al vrijgelaten waarna zij terugkeerden naar hun families in de Elzas. De vijf Duitsers zagen hun straffen verminderd worden en kwamen enkele maanden later reeds vrij. De twee doodstraffen werden in september 1954 omgezet in levenslang. De bij verstek veroordeelden bleven geheel buiten schot.
Toen dit in Oradour bekend werd, stuurde de burgemeester de onderscheiding Légion d'honneur terug die het dorp na 1945 van de regering had ontvangen. Gedurende de zeventien jaren die volgden verbrak Oradour alle betrekkingen met de overheid en ook weigerde men om de resten van de slachtoffers bij te laten zetten in het monument dat door de Staat zou worden opgericht.

## Proces in Oost-Berlijn
Barth was onder een valse identiteit uit Frankrijk naar de DDR gevlucht, maar werd in 1981 in Oost-Berlijn opgepakt. Daar werd hij in 1983 door een Oost-Duitse rechtbank tot levenslange gevangenisstraf veroordeeld. Zijn kompanen waren inmiddels al overleden. In 1997 werd Barth om gezondheidsredenen vrijgelaten.

## Nagedachtenis

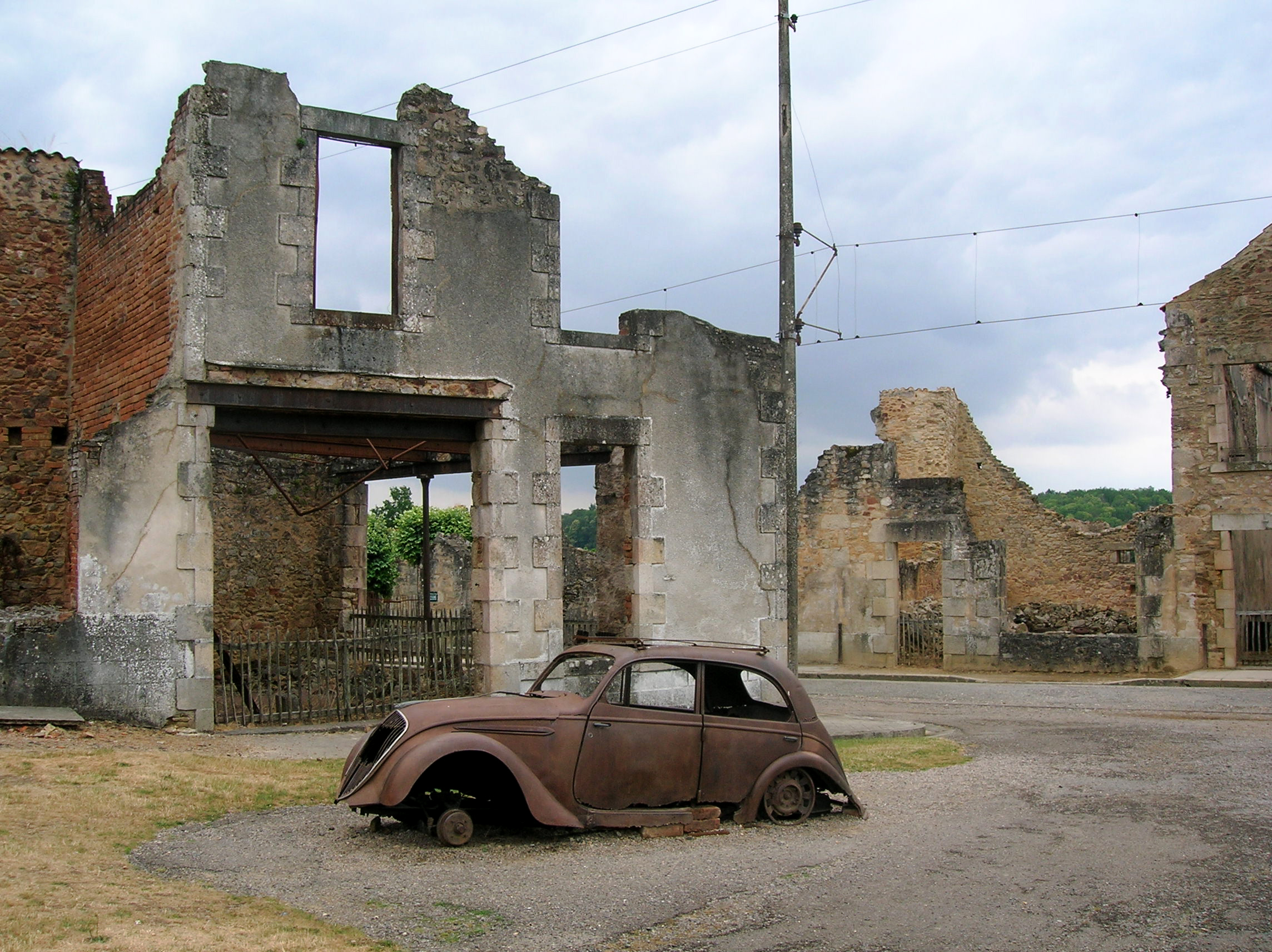
De auto van de huisarts bij de ruïnes

In de euforie van de geallieerde invasie en de daarop volgende vrede in mei 1945, is de tragedie van Oradour vrijwel ongemerkt aan de wereld voorbijgegaan. Na het bloedbad van het Tsjechische dorp Lidice (10 juni 1942) in Tsjecho-Slowakije volgde een golf van sympathiebetuigingen, maar de slachtoffers van Oradour raakten lange tijd in de vergetelheid. Dit veranderde in 1973 toen het verhaal van Oradour werd verteld als opening van de Britse tv-documentaireserie "The World at War" (in Nederland uitgezonden onder de titel "De Wereld in Oorlog"). Daarbij werd Ouradour op indringende wijze gepresenteerd als voorbeeld voor de verschrikkingen van de Tweede Wereldoorlog.

### Centre de la Mémoire
Bij de ingang van het dorp is in 1999 een museum ingericht, het Centre de la Mémoire. Het is een ondergronds museum. Wie de ingang van het museum passeert komt midden in het dorp weer bovengronds. Daar zijn alle ruïnes nog in de staat van na de verwoesting. Kleine plaquettes op de huizen geven aan of er een winkel, kapperszaak, garage of kledingatelier gevestigd was. Alles is zo gelaten zoals het de fatale dag is achtergelaten, inclusief de auto van de huisarts, die nog op het dorpsplein staat.

### De Gaulle
Kort na de oorlog kwam Charles de Gaulle naar Oradour. Hij besliste dat de resten van het oude dorp de functie moesten verkrijgen van monument. Hij besloot tevens dat het nieuwe Oradour op een steenworp afstand weer opgebouwd zou worden. De resterende inwoners van Oradour woonden enige jaren in primitieve omstandigheden totdat het nieuwe Oradour in 1953 werd ingewijd. De regering besloot dat de bevolking van Oradour rouwkleding zou moeten dragen en dat het nieuwe Oradour ook deze sfeer moest uitademen. Oradour mocht alleen de grijze kleur hebben.
- Bibliothèque nationale de France: cb11959008t (data)
- Gemeinsame Normdatei: 4172696-0
- Library of Congress Control Number: sh85095222
- Nationale Bibliotheek van Tsjechië: ph851674
- Nationale Bibliotheek van Israël: 987012431015905171

Ardeatijnse-grotten · Babi Jar · Bleiburg · Bronnaja Gora · Butrimonys · Canicattì · Changjiao · Chatyn · Distomo · Glitiškės · Kamjanets-Podilsky · Katyn · Ležáky · Lidice · Maillé · Malmedy · Nanjing · Oradour-sur-Glane · Paneriai · Sochy · Trhová Kamenice · Tulle · Vinkt · Wereth